# Esa Pakarinen

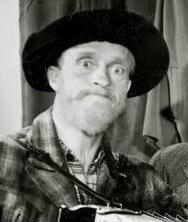
Esa Pakarinen.

Feliks Esaias "Esa" Pakarinen, född 9 februari 1911 i Bräkylä, död 28 april 1989 i Varkaus, var en finländsk sångare, musiker och skådespelare.

## Biografi
Pakarinens musikkarriär började i augusti 1930 i Joensuu, då han blev dragspelare i gruppen Keskiyö, men redan året därpå avbröts karriären, då Pakarinen tog värvning i armén. Han stationerades vid automatvapenskompaniet i Karelska näset. Efter väl avslutad värnplikt innehade Pakarinen diverse arbeten, men fortsatte hela tiden att spela. Han tog även pianolektioner och spelade tenorhorn i Joensuus arbetarföreningsorkester samt vid de lokala teatrarna. När vinterkriget startade 1939 inkallades Pakarinen och fick strida vid IT-artilleribataljonen nära Jyväskylä. Vid tiden blev Pakarinen bekant med Tauno Palo, med vilken Pakarinen under vapenvilan medverkade i Aleksis Kivis Kihlaus. Pakarinen och Palo grundade 1940 gruppen Rytmi,  i vilken Pakarinen var aktiv i ett år. Vid tiden började Pakarinen uppträda som Severi Suhonen, en av hans mest kända karaktärer.
När fortsättningskriget utbröt anslöt sig åter Pakarinen till armén och stationerades vid IT-batteriet vid Haapamäki. Med sig hade Pakarinen sitt dragspel, vilket ledde honom till underhållningstrupperna. Han uppträdde då i sällskap av bland andra Aulikki Rautawaara och innan kriget slutade hann Pakarinen uppträda med A. Aimo, Teijo Joutsela och Arttu Suuntala. När fredstiden kom startade Pakarinen den musikaliska gruppen Jyväspojat i Jyväskylä, men tiden vid densamma blev kort. Under en tid spelade Pakarinen i arbetarföreningsorkestern i Jyväskylä och återigen i trion Rytmi. Därefter flyttade Pakarinen till sin dåvarande fru, Orvokki Vesaranta, i Lahtis. Då han inte lyckades finna ett lämpligt arbete i Lahtis, skildes paret och Pakarinen flyttade till Varkaus, där han grundade orkestern Rytmi smat ingick ett tredje äktenskap med änkan Elli Aho. Paret fick sonen Esa Pakarinen Jr, som sedermera blev sångare.
1946 organiserade SAK turnéer, i vilka Siiri Angerkoski, Eugen Malmstén och Viljo Vesterinen ingick. Efter en tid erbjöds Pakarinen att verka i Vesterinens ställe, då kostnaderna blivit för höga. I slutet av 1940-talet anslöt sig Pakarinen till Reino Helismaas och Tapio Rautavaaras musikaliska grupp, i vilken Pakarinen började uppträda som Impi Umpilampi. Under hösten 1950 splittrades gruppen och Pakarinen fortsatte verka som Helismaas ackompanjatör. Vid tiden lärde också Pakarinen känna Toivo Kärki och Jorma Ikävalko, vilka anslöt sig till Helismaa. Under cirka tio år framåt var Pakarinen engagerad i ett flertal filmer.
1952-53 turnerade Pakarinen runtom i Finland tillsammans med Henry Theel, Pärre Förars, Helismaa, Kärki och Matti Louhivuori. Senare turnerade Pakarinen i mindre ensembler. I slutet av 1960-talet försämrades Pakarinens hälsa; han drabbades av astma och fick störningar i hjärtrytmen, varvid han 1974 beviljades förtidspension. 1972 gjorde Pakarinen en omfattande turné med komikern Esko Toivonen för att underhålla finländska emigranter i Amerika. Under hösten 1974 framförde Pakarinen rockmusik med Vexi Salmi och fortsatte att göra skivinspelningar under större delen av decenniet. 1979 hölls en minneskonsert för Reino Helismaa, under vilken Pakarinen framförde Kylymässä mualimassa.
Totalt gjorde Pakarinen 202 skivinspelningar och medverkade i 29 filmer och TV-serier.